# Deutsch-Namibische Gesellschaft
Deutsch-Namibische Gesellschaft e. V. (kurz DNG) ist ein privater und gemeinnütziger Verein, mit dem Ziel die besonderen Beziehungen zwischen Deutschland und Namibia auch auf einer nichtstaatlichen Ebene in vielfältiger Art und Weise zu fördern und zu pflegen.
Der Verein unterstützt verschiedene Projekte in Namibia, koordiniert den Jugend- und Kulturaustausch, unterstützt den Naturschutz in Namibia, fördert Deutsch als Fremdsprache, verwaltet Informationen, und veranstaltet Seminare und Konferenzen. Partner sind dabei unter anderem die Desert Research Foundation of Namibia , das Swakopmund Museum und die Sam-Cohen-Bibliothek, die Namibisch-Deutsche Stiftung (NaDS) im Goethe-Zentrum Windhoek, TUCSIN (The University Centre for Studies in Namibia), der Hoachanas Children Funds, Welwitschia – Bildungsinitiative für Namibia und viele andere.
Der Verein mit Sitz in Göttingen wurde am 3. Juli 1977 in Bonn gegründet und hat 800 Mitglieder (Stand November 2023). Er verlegt das Namibia-Magazin.
Der ehemalige deutsche Botschafter in Namibia, Christian Matthias Schlaga, ist seit November 2023 Vorsitzender der DNG.

## Präsidenten
- 1977 bis 1982: Greiling
- 1982 bis 2023: Klaus Hess
- seit 2023: Christian Matthias Schlaga